# Exploratives Verhalten

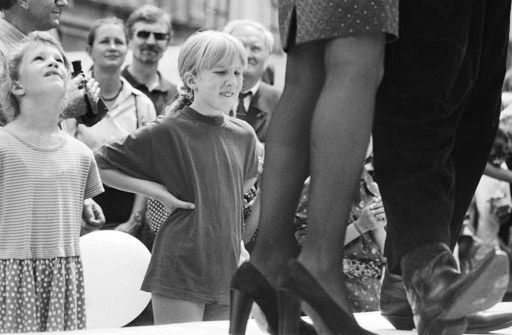
Kinder beobachten das Verhalten Erwachsener auf einer Bühne

Exploratives Verhalten (lateinisch explorare = erforschen) bezeichnet die Bereitschaft eines Akteurs, die Umwelt zu erkunden.

## Exploratives Verhalten als zentrale Dimension erfolgreicher Lebensbewältigung
Nach Dietrich Dörner (1983) besteht ein enger Zusammenhang zwischen dem explorativen Verhalten eines Menschen und seiner Problemlösefähigkeit. Die logische Kette lässt sich folgendermaßen beschreiben: Explorative Menschen suchen Felder auf, mit denen sie nicht vertraut sind, und versuchen, sich in diesen Feldern problemlösend zu behaupten. Jede auf diese Weise gewonnene Erfahrung wird zu einem abstrakten Schema verarbeitet. Je mehr Erfahrungen, desto mehr Schemata, desto breiter die kognitive Landkarte. Eine breite kognitive Landkarte sichert Kontrolle über mehr Bereiche, sie ermöglicht eine schnellere Verarbeitung neuer Eindrücke und schützt vor Kontrollverlust und emotionalen Einbrüchen. Sie sichert, dass neue Situationen erfolgreich bewältigt werden. Das Gefühl der Kontrolle festigt sich, das Selbstbewusstsein wächst und dadurch die Bereitschaft, unbekannte Bereiche anzugehen, also sich erneut explorativ zu verhalten.

## Exploratorenverfahren
Unter Exploratorenverfahren wird die Erforschung der Volkskultur (Sprache, Brauchtum, Geräte u. a.) durch persönliche Befragung von Gewährsleuten verstanden. Allerdings erscheint diese Bedeutung im Sinne der Ethnologie von lateinisch explorare im ursprünglichen Sinne von plorare = „schreien, wehklagen“ aufgefasst und daher sinngemäß von „Antwort erflehen“ abgeleitet zu werden. Das Motiv des Verstehens kann als eines der Erkundung des Fremdartigen, ähnlich dem der Ethnopsychiatrie und Ethnopsychoanalyse, angesehen werden.(a) In der Psychiatrie ist die Bezeichnung „Exploration“ gebräuchlich für das Selbstberichtsverfahren, in dem auf interaktive Weise Auskünfte von einem Kranken erhalten werden sollen. Vielfach wird jedoch gewarnt vor einer zu stark betonten „explorativen Haltung“, die einem allzu direktiven und einseitig auf die Ziele des Untersuchers bezogenen Gesprächsstil entspricht. Diese Warnungen ergeben sich aus dem interaktiven Charakter bzw. aus dem Beziehungsaspekt der Kontakte, der nicht nur der Gewinnung „objektiver“ Daten dient, vgl. Kap. → Exploratives- vs. Bindungsverhalten. Auf der Ebene des Exploratorenverfahrens entspricht dies der Warnung vor einem Ethnozentrismus.(b)

## Flow-Effekt als Belohnung für exploratives Verhalten
Wenn exploratives Verhalten so günstig für die Problemlösefähigkeit ist, wie kann man Menschen dazu bewegen, von sich aus Schritte in die Unbestimmtheit zu wagen, obwohl solche Schritte immer mit Anstrengung und Angst verbunden sind? In der Tat: jeder Schritt ins Unbekannte birgt das Risiko, dass wir die Kontrolle über die Situation verlieren, der Umwelt hilflos ausgeliefert sind und schließlich Teile unserer Lebensfähigkeit einbüßen. Andererseits wird exploratives Verhalten, wenn es zum Erfolg führt,  reichlich belohnt: so löst die Wiedergewinnung von Kontrolle intensive Freude aus, kann sich bis zu Triumphgefühlen steigern, zu einer Klimax des Wohlbefindens. Es ist der sogenannte Flow-Effekt, der als einheitliches Fließen beschrieben wird, wobei eine Verschmelzung von Handlung und Bewusstsein geschieht, ein völliges Aufgehen in der Aktivität bis zu Selbstvergessenheit (Csikszentmihalyi, 1999). Offensichtlich ist die Gewinnung von Kontrolle so bedeutsam für die Lebenserhaltung, dass die Natur das Ergebnis von Kontrollanstrengungen mit der höchsten Belohnung bedenkt, die ihr zur Verfügung steht.

## Zum Aufbau explorativen Verhaltens im Unterricht
Will man also Menschen dazu bewegen, sich explorativ zu verhalten, muss man dafür sorgen, dass sie Kontrolle erreichen und mit den entsprechenden Gefühlen belohnt werden. Die Aufgabe des Didaktikers muss sein, die Schüler und Studenten vor anspruchsvolle, herausfordernde Lernsituationen zu stellen und ihnen zu helfen, diese Situationen zu meistern. Mit den Begriffen der Systemtheorie bedeutet es, dass man Menschen in die Komplexität führen soll, mit dem Auftrag, Komplexität zu reduzieren. Sei es die Komplexität eines Lerngegenstandes, sei es die Komplexität einer sozialen Situation, sei es die Komplexität eines Projektes. Mehr noch: die Studenten sollen daran gewöhnt werden, Komplexität von sich aus reflexartig und routinemäßig aufzusuchen und zu reduzieren. Ein solches Verhalten führt schrittweise zu einer weiteren, seit dem Aufkommen des Internets zentralen Kompetenz, der Netzsensibilität.

## Exploratives- vs. Bindungsverhalten
Beim Menschen wie bei anderen Primaten wird das Erkundungs- oder Explorationsverhalten in einer Beziehung zum Bindungsverhalten gesehen. Hierbei schließen sich das Bindungsverhalten und das Explorationsverhalten gegenseitig aus. Beide Verhaltensweisen können nicht gleichzeitig aktiv sein, stehen aber als frühe, angeborene Verhaltensweisen in Wechselwirkung miteinander.
Beide Verhaltensweisen haben einen großen Einfluss auf die spätere Entwicklung. Ein Kind zeigt verstärkt dann exploratives Verhalten, wenn es sich sicher ist, dass die Bindungsperson jederzeit verfügbar ist, um emotionale Unruhezustände auffangen zu können. Kinder welche ein Missverhältnis zwischen Explorativen- und Bindungsverhaltensweisen aufweisen, zeigen im späteren Verlauf ihrer Entwicklung häufig negative Auffälligkeiten im Sozialverhalten. Kinder die ein vermehrtes Explorationsverhalten zeigen, stehen hingegen unter vermehrtem Stress.